# كليوتش
كليوتش هي بلدية في كانتون يونا-سانا في اتحاد البوسنة والهرسك. يبلغ عدد سكانها 18714 نسمة وذلك حسب إحصائيات سنة 2013، وتبلغ مساحتها 358 كم².